# Gloiocephala
Gloiocephala es un género de hongo de la familia de setas Physalacriaceae. El género, distribuido de forma amplia, incluye 30 especies.